# Dairoididae
Dairoididae is een familie van de superfamilie Eriphioidea uit de infraorde krabben  met als enige geslacht: 

## Geslacht
- Dairoides Stebbing, 1920